# Centre technique Stellantis de Vélizy
Le centre technique Stellantis de Vélizy, créé en 1966 par Citroën, a été profondément remanié par la construction du centre de design « Automotive Design Network », réalisé par l'atelier d'architecture Jacques Ripault et Denise Duhart en 2004 (Chemin du Chêne Rond - RN118). C'est avec le site de Poissy et le centre R&D de Carrières-sous-Poissy destiné à aux groupes motopropulseurs des véhicules, l'une des trois implantations du groupe Stellantis dans les Yvelines.

## Le centre de design (Automotive Design Network)
Depuis 2004, l'ADN regroupe principalement les anciens centres de style avancé des marques qui se situait dans le centre de Carrières, celui du style appliqué à la marque Peugeot implanté dans le centre de la Garenne et celui de Citroën implanté sur Vélizy. Le centre ADN héberge également la direction de la recherche et de l'innovation pour les véhicules Stellantis.

## Historique

### Les années 1960: la création
Dans son numéro du 28 décembre 1961, l’Auto-Journal titre :
« Un constructeur d’automobiles veut s’installer à 9 kilomètres de Paris ». 
En effet, les Automobiles Citroën (AC) viennent d’acquérir un terrain de 10 hectares sur la commune de Vélizy-Villacoublay, afin d’y implanter l’ensemble de leurs services Études et Recherches, auparavant localisés à Javel (15e arrondissement de Paris).
Les travaux débutent en 1965 et les premiers bâtiments (n°11) sont occupés par le personnel à partir de 1966. Le projet prévoit la mise en place de 88 bancs d’essai devant tourner 24 heures sur 24. En 1967, le bâtiment 21 et le bâtiment central sortent de terre. Le 18 septembre de la même année, le premier restaurant (bâtiment 91 aujourd’hui) voit le jour et peut servir 240 couverts.

### Les années 1970: construction à tout va
À cette époque, le site est en pleine évolution et les travaux se poursuivent. Le Centre technique de Vélizy a pour objectif de devenir une unité de conception.
De nombreux bâtiments sortent de terre :
- bât.12 : études mécaniques
- bât.13 : recherche
- bât.14 : expérimentations
- bât.23 : essais moteurs
- bât.27 : chambre froide
- bât.28 : chambre froide
- bât.29 : chambre froide
- bât.61 : magasin - frais généraux
- bât.81 : bureaux
- bât.85 : restaurant
- bât.86 : laboratoire
- bât.94 : gardiennage ouest
- bât.95 : liaison bât.11 - bât.12
- En juin 1971, les premiers essais anti-pollution débutent à Velizy.

- En 1973, la construction du CAPUC (Centre d’achats du personnel des comités Citroën) se poursuit. Avec la naissance du bâtiment 23 : 16 cellules d'essais moteur sont opérationnelles en décembre. Avec l’arrivée de l’antenne Méthodes et du service Compétition, le Centre technique héberge près de 1700 personnes.

- En 1974, à la suite du rapprochement entre Automobiles Citroën et Automobiles Peugeot, les services de recherche des deux marques collaborent étroitement.

- En 1979, installation d’une nouvelle plieuse automatique « Promecam » à l'atelier carrosserie. Cette nouvelle plieuse représente une puissance de coupe supérieure et un gain notable dans le domaine de l'insonorisation.

### Les années 1980: Fin des transferts et développement
- En 1980, le site continue de s’agrandir avec la construction des bâtiments 25 et 87, des bureaux et Essais Carrosserie (7 931 m² en plus).

En juin, le groupe et Thomson signent un accord de coopération afin d'étudier et de développer l'emploi de l'électronique dans l'automobile. Une société commune sera située dans les locaux du Centre d'études de Citroën à Vélizy.
- En 1981, le Groupe PSA optimise ses structures en créant le GIE (groupement d'intérêt économique), PSA Études et Recherches, composé de deux directions : la direction de la Recherche et des Affaires scientifiques (DRAS) et la Direction technique (DT).

Progressivement, certaines directions viennent s'installer sur le site : la direction Qualité (DQ), la direction des Fabrications (DFA), la direction du Commerce France (DCF), la Direction internationale du Commerce (DIC), la Centrale d'achats (Sogedac) et la direction des Systèmes informatiques (DSI). 
Cette année-là, les salariés voient arriver les premiers lecteurs de badges pour lutter contre l’espionnage industriel.
- En 1985, la ville de Vélizy profite de cette extension des études et des nouveaux centres commerciaux voient le jour aux abords du site, il s’agit d’« Art de Vivre » et d’« Usines Center ».

- Les années 1986 et 1987, le groupe continue d’innover en implantant toujours de nouvelles machines telles que le banc Schenck triaxial ou une fraiseuse triaxiale d'origine MECOF. Complémentaire de la conception assistée par ordinateur, cette fraiseuse est destinée à matérialiser les problèmes de carrosserie.

- En 1988, début de la première phase des travaux du laboratoire acoustique et vibrations : construction de la chambre semi-anéchoïque, de salles réverbérantes, d'une salle d'analyse modale, de la salle d'essais point fixe 1 et d'un simulateur de confort vibratoire.

- En 1989, le groupe PSA inaugure sa charte de Développement Produit dont l'objectif est le travail en commun et en recouvrement sur un même lieu géographique (plateaux).

### Les années 1990: le changement
De nouveaux bâtiments sont construits, d'autres sont en cours de réalisation et de nouveaux collaborateurs rejoignent le Centre. C’est ainsi que le nombre de collaborateurs présents sur le Centre atteint les 3 000 personnes au cours du premier semestre 1996.
En trois ans, l'effectif global augmente de 37 % en passant de 2 600 à 3 500 personnes et la surface habitable du site a augmenté de 23 % en passant de 122 000 à 150 000 m². 
Entre 1993 et 1996, 700 places de stationnement ont été créées ainsi que 300 places supplémentaires également au self.
- En 1990, au sein du bâtiment 25, construction d'un banc pluie de volet arrière, pluie, poussière, ensoleillement. Deux salles permettent de tester et de mettre au point l'étanchéité des véhicules à l'eau et à la poussière.

- En 1991, le groupe de décide de construire une chambre aéroclimatique. La première pierre du chantier est posée en août. Cette chambre est une installation pouvant recevoir un véhicule complet et le soumettre à des similitudes de conduite sur banc à rouleaux, dans des ambiances climatiques sévères du point de vue de la température (de -30 °C à +45 °C), de l'hygrométrie, de l'ensoleillement, et avec une reproduction de soufflage de vent allant jusqu'à 200 km/h.

- 1992 une année révolutionnaire pour Vélizy

En janvier 1992, la Direction Technique et les Directions des Études Peugeot Citroën fusionnent et donnent naissance à la Direction des Études Techniques Automobiles (DETA).  
À l'est du Centre, un nouveau bâtiment prend forme : le Centre de Style Citroën. 
Le bâtiment 23 est agrandi afin de permettre l'installation de six cabines d'essais moteurs. 
Les directions des Méthodes Peugeot Citroën se regroupent pour constituer la Direction des Méthodes et Équipements industriels (DMEI), qui installe son siège à Vélizy en octobre. 
Cette année-là voit aussi la construction d’un Simulateur de Route. 
Le Centre Technique de Vélizy dénombre quatre plateaux véhicules et trois plateaux organes.
- En 1993, le site entame sa modernisation afin de renforcer sa confidentialité et améliorer la vie des salariés toujours plus nombreux.

Les directions informatiques de Peugeot, de Citroën et de PSA s'allient au sein de la direction des Technologies de l'information et de l'informatique (DTII).
La chambre aéroclimatique est opérationnelle. Cet équipement est un moyen performant pour réaliser les essais de développement et de mise au point des véhicules en matière de confort thermique de l'habitacle d'une part, d'agrément de conduite et de refroidissement du moteur d'autre part.
Trois gros chantiers sont entrepris : extension du parking Porte Ouest, du bâtiment 23 (moyens d'essais boîtes de vitesses automatiques) et construction de bancs d'essais moteurs (2 bancs 50 000 miles).
- En 1995, construction de la deuxième salle semi-anéchoïque (le sol est le seul à réfléchir le son, les murs sont sans écho), d'une salle d'essais point fixe 2, de machines d'éléments de filtrage et d'une salle d'analyse binaurale.

Construction d'un parking à étages au parking ouest pour garer des véhicules.
Le banc 50 000 miles est érigé au bâtiment 26 : ce banc, doté d'une installation sophistiquée, moderne, très robotisée et informatisée, permet de reproduire un cycle de roulage de 50 000 miles, soit un peu plus de 80 000 km et de mesurer le niveau des polluants. La voiture est installée sur des rouleaux, le « robot pilote » se charge de passer les vitesses. Elle rejoint les bancs moteurs anti-pollution tous les 10 000 km pour une mesure complète des polluants.
1996 fête l’année du trentenaire du site. Le mois de juin voit l’embauche du 3000e salarié et les fêtes des 30 ans. Le site ouvert pour l’occasion au public accueille plus de 5000 visiteurs.
En avril 1997 débutent les travaux de gros œuvre du cinquième banc 50 000 miles.
Les 24 et 25 avril 1997 : arrivée du nouveau super calculateur CRAY type C94 destiné à remplacer celui installé sur le site de Vélizy en 1994. Cet outil est l'un des plus performants en matière de calcul et peut effectuer plus de 4 milliards d'opérations en virgule flottante par seconde.
Septembre 1997 : mise en service du bâtiment 88 avec un nouvel accueil. À compter de cette date, l'entrée de tous les visiteurs et collaborateurs PSA Peugeot Citroën s'effectue par le poste ouest (nouvel accueil). Le Centre technique change aussi d'adresse.
Dans le cadre du projet signalétique, mise en place de plaques de rues afin de faciliter les déplacements à l'intérieur du site.
Dans un souci de gestion des flux et de confidentialité, un service de réception magasins au nord du bâtiment 11 a été mis en place début mai 1998.
Décembre 1998 : début des travaux d'agrandissement du restaurant. Augmentation du nombre de places + 350 = 1 350.

### Les années 2000: le nouveau millénaire
Au début des années 2000, mise en place de l’organisation en plates-formes commencée dès 1998 au sein du groupe PSA. Le Centre technique de Vélizy est réservé aux plates-formes 1 (petits véhicules) et 3 (véhicules de gamme moyenne supérieure et haut de gamme) tandis que la plate-forme 2 est affectée au Centre de R&D de Sochaux. Construction de l’extension de Vélizy B situé en bordure de l'A86 rue du Général Valérie André, dite "la route militaire" car elle appartient au Ministère de la Défense. 
Le site de Meudon intègre le Centre technique de Vélizy. 
En 2014, à la suite de la fermeture du site de Meudon, les activités avec environ 660 employés sont principalement transférées vers le site de Poissy et celui de Vélizy . En raison de la fermeture de l'extension du centre Vélizy B, les salariés rejoignent également le site de Vélizy. Le site emploie 5 400 personnes en 2014, et est le troisième centre de recherche et développement français en nombre d'employés.
Le 31/12/2015, le site compte 5135 salariés, dont 3242 ingénieurs et cadres, 1480 techniciens et agents de maîtrise et 436 ouvriers ; ce nombre est stable fin 2016 mais entretemps, les effectifs du Centre d'essais de la Ferté-Vidame ont été agrégés avec ceux du Centre technique de Vélizy, à la suite du rattachement administratif de la Ferté-Vidame à l'établissement de Vélizy.

### Les années 2020: Stellantis
Le 16 janvier 2021, le groupe PSA devient Stellantis, un nouvel ensemble issu de sa fusion avec le groupe Fiat Chrysler Automobiles. Le 13 juillet 2021, Stellantis lance une étude afin d'optimiser les sites en Ile de France. Cette étude envisage de transférer le centre de recherche et développement de Vélizy vers le Centre d'Expertise de Poissy ,.
En 2023, Le Centre d'Expertise de Poissy héberge plus de 2 400 collaborateurs provenant du centre de recherche et développement de Vélizy.
La formation de Stellantis marque aussi l'adoption d'une nouvelle approche en matière de ressources humaines, la France, l'Italie et les Etats-Unis perdent rapidement leurs places de centres d'ingénierie principal du groupe, au profit de pays où les profils d'ingénieurs sont moins chers à rémunérer. Ces pays à bas coût tels que l'Inde, le Brésil et le Maroc représentent en 2024 les deux tiers des ingénieurs travaillant dans des bureaux d'études de Stellantis.